# 内沃斯多夫
内沃斯多夫是德国石勒苏益格－荷尔斯泰因州的一个市镇。总面积7.22平方公里，总人口737人，其中男性364人，女性373人（2011年12月31日），人口密度102人/平方公里。